# Hennebont
Hennebont (Bretons: Henbont) is een Franse gemeente in het departement Morbihan in Bretagne. De gemeente telde 15.831 inwoners op 1 januari 2022. Hennebont ligt in het arrondissement Lorient en maakt deel uit van Lorient Agglomération, een samenwerkingsverband van 25 gemeenten met Lorient als centrumstad.
In de gemeente ligt spoorwegstation Hennebont.

## Geschiedenis

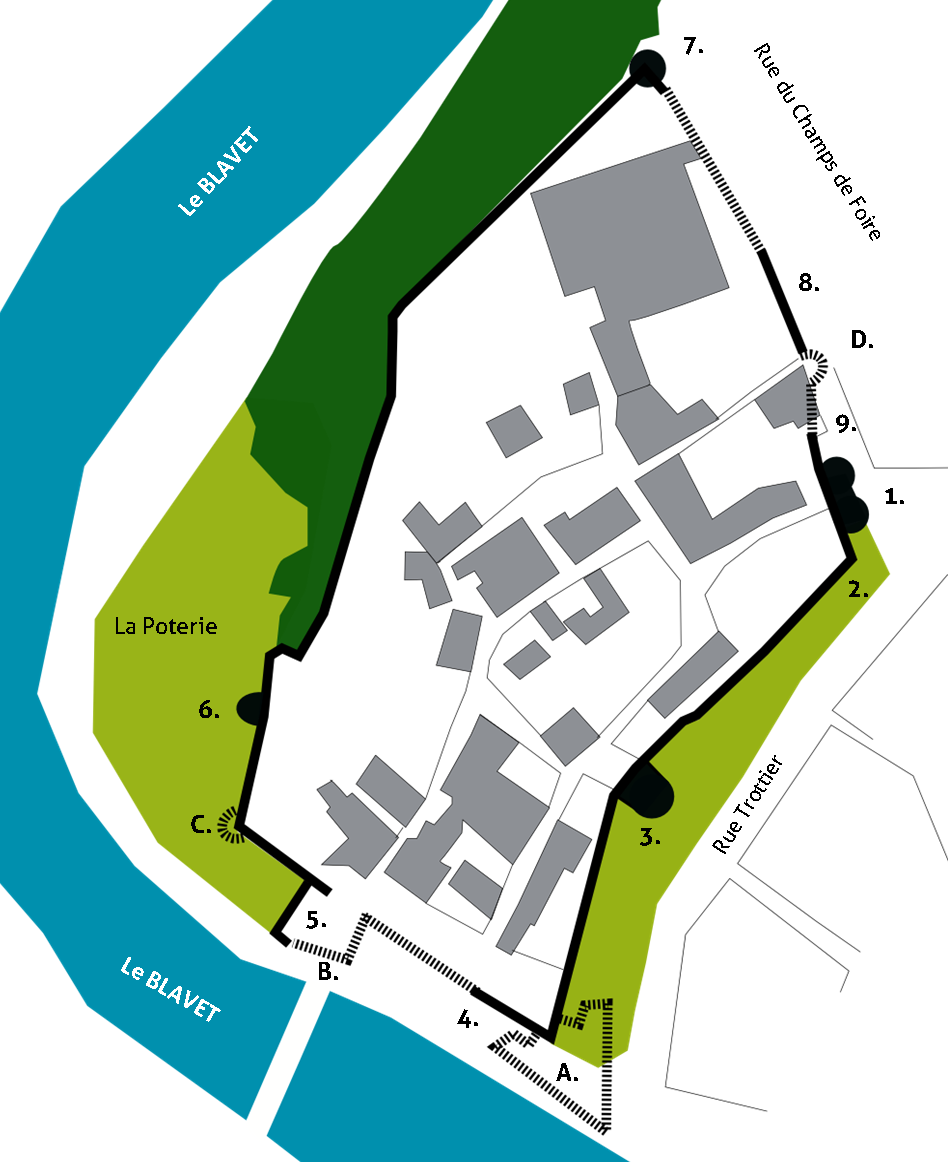
Plan van de Ville-Close op de linkeroever van de Blavet

In 1060 werd voor het eerst het kasteel van Hennebont vermeld. Dit kasteel lag op een hoogte van 45 meter boven de Blavet, op de rechteroever van deze rivier. De plaats was strategisch gekozen voor haar bereikbaarheid via de zee en de rivier, bij een natuurlijke oversteekplaats over de rivier. De naam van de plaats is afgeleid van "hent pont" (oude brug). Het feodale kasteel verdween in de loop van de 14e eeuw.
De nederzetting op de linkeroever van de Blavet groeide uit tot een commercieel en militair centrum. De brug over de Blavet verwerkte het verkeer tussen Finisterre en Vannes. Op de rivier werd gevist en er verrezen watermolens. Hertog Jan I van Bretagne liet aan het einde van de 13e eeuw de stad versterken met een muur met een omtrek van ongeveer een kilometer met torens en poorten, de Ville-Close. Zijn vrouw, Blanche van Navarra, stichtte er de Abdij Notre-Dame-de-Joye. Rond 1590 werd de zuidwestelijke hoek van de stadsomwalling verstrekt met een bastion. Hennebont onderging verschillende belegeringen tussen de 14e en de 16e eeuw. In 1590 onderging de stad twee belegeringen in de strijd van de Heilige Liga tegen de kroon. 
In de loop van de 18e eeuw werd begonnen met de ontmanteling van de stadsmuur om de stadsontwikkeling te bevorderen. Er kwamen kloosters in de stad van kapucijnen en ursulinen. In de 19e eeuw werd de Blavet in Hennebont gekanaliseerd.
In 1857 werd er een nationale stoeterij (haras) geopend in de stad, waar paarden voor de Franse cavalerie werden gekweekt. In 1860 werd er een metaalfabriek geopend in het dorp Kerglau waar tegen het einde van de 19e eeuw ongeveer 700 arbeiders werkten. De grondstoffen werden aangevoerd via de haven van Hennebont. In Hennebont kwamen er ook hoogovens.
De stad liep zware schade op bij geallieerde bombardementen in 1944. De wederopbouw gebeurde onder leiding van architect en urbanist Paul Lindu.

## Geografie
De oppervlakte van Hennebont bedroeg op 1 januari 2022 18,57 vierkante kilometer; de bevolkingsdichtheid was toen 852,5 inwoners per km². 
Hennebont ligt op 10 km van Lorient. De Blavet stroomt door de gemeente.
De onderstaande kaart toont de ligging van Hennebont met de belangrijkste infrastructuur en aangrenzende gemeenten.

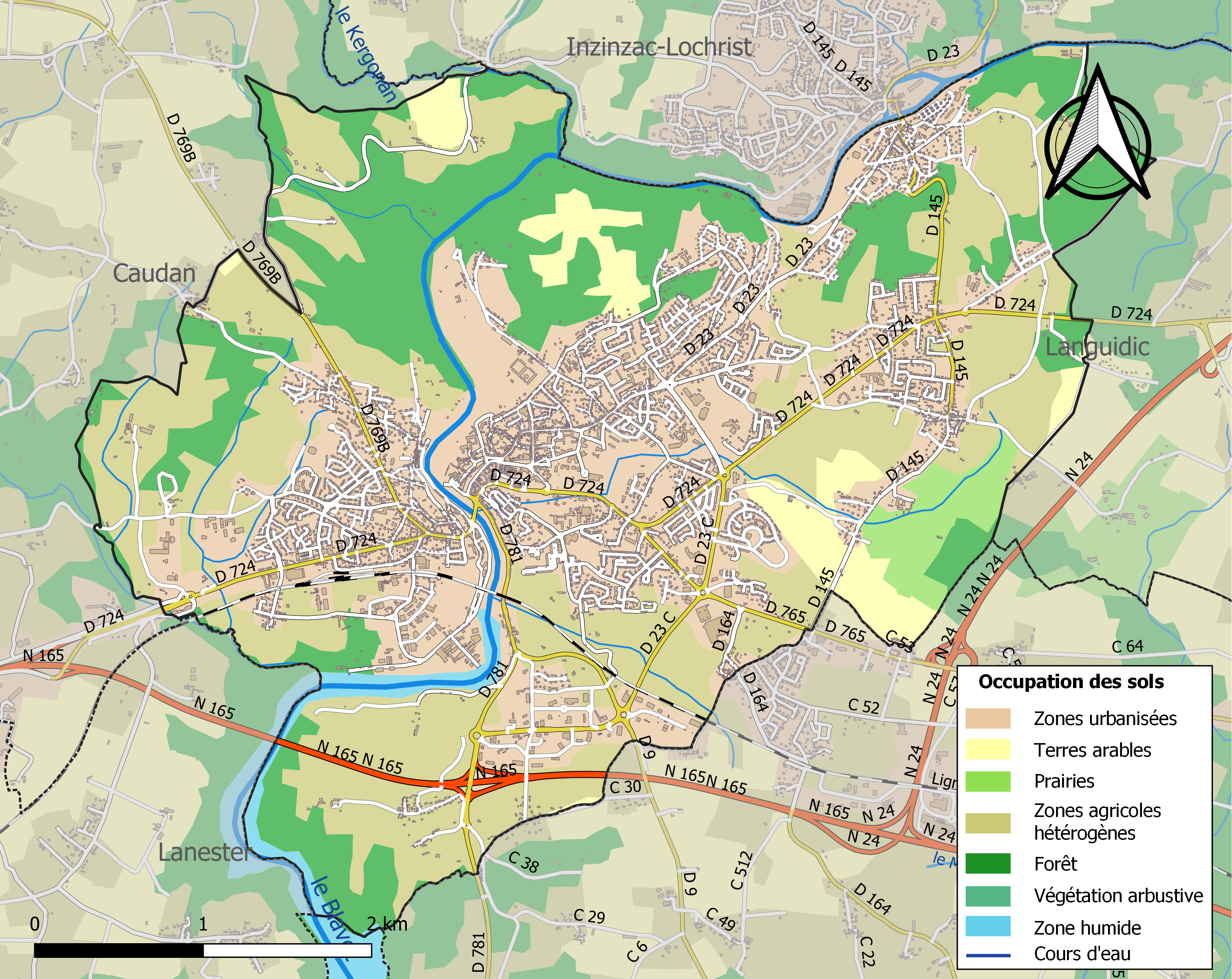

## Stadsbeeld
Op de rechteroever van de Blavet ligt de wijk Vieille-Ville, rond de heuvel waar eertijds het feodale kasteel stond. Ten noorden daarvan, op dezelfde oever, ligt de wijk Saint-Caradec. Deze werd genoemd naar de gelijknamige, 18e-eeuwse kerk, die echter teruggaat op een eerdere kerk uit de 13e eeuw.
Op de linkeroever ontwikkelde zich vanaf de 13e eeuw de Ville-Close, de ommuurde stad. Overblijfselen van de stadsomwalling zijn de stadspoort Porte Broërec en de torens Tour Saint-Nicolas, Tour Rospadern en Tour des Carmes. Al deze bouwwerken zijn uit de 15e eeuw en zijn beschermd als historisch monument.
Vanaf de 17e eeuw ontwikkelde zich een nieuwe wijk buiten de stadsmuren rond de basiliek Notre-Dame-de-Paradis. Hier bouwden rijke burgers hun huizen. In de 19e eeuw ontstonden nieuwe wijken rond het station en de stoeterij, en later ook rond de verschillende fabrieken.
Verder telt de gemeente nog de meer landelijke gehuchten Saint-Gilles en Saint-Antoine.

### Afbeeldingen

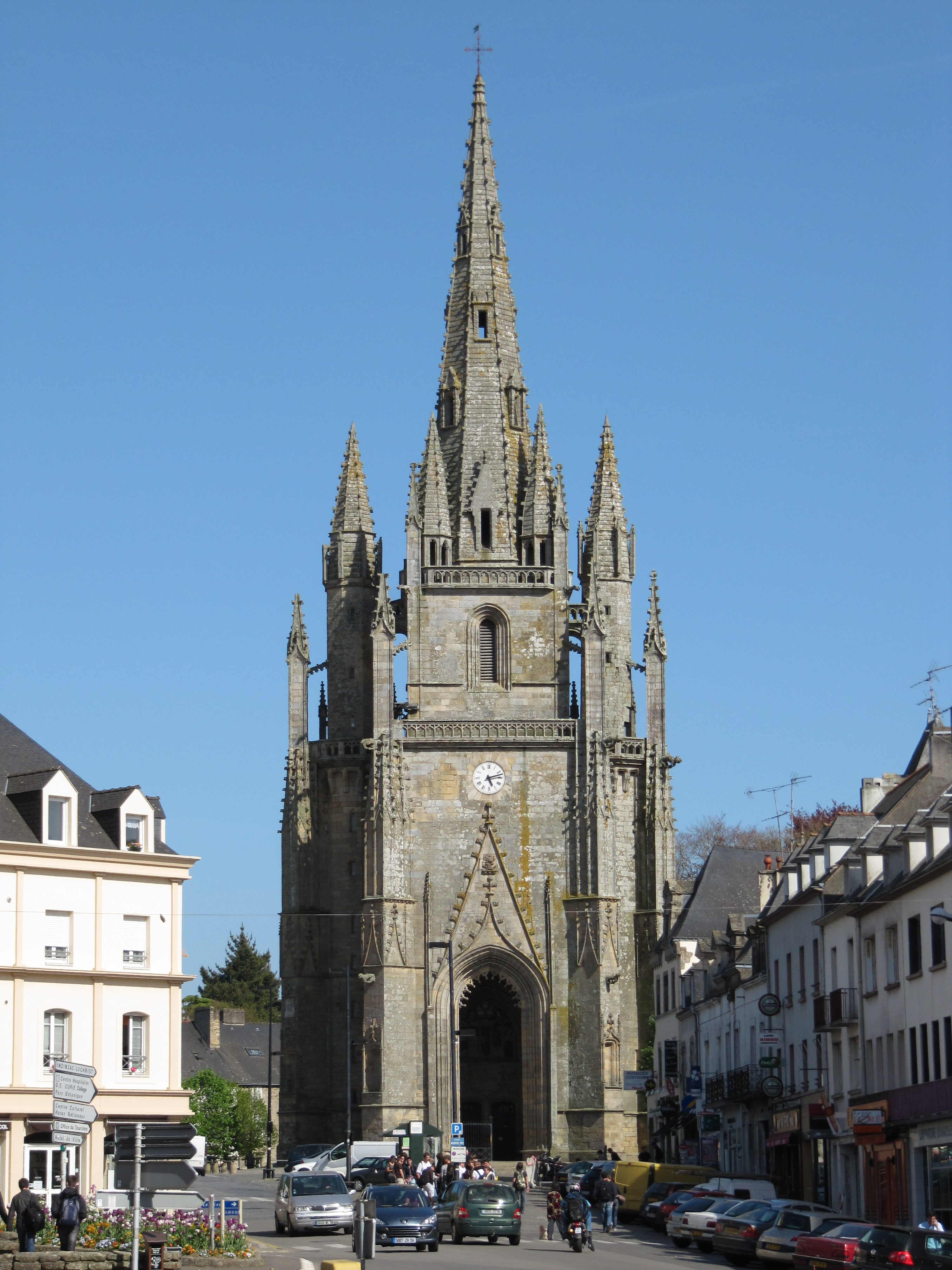
Notre-Dame-de-Paradis
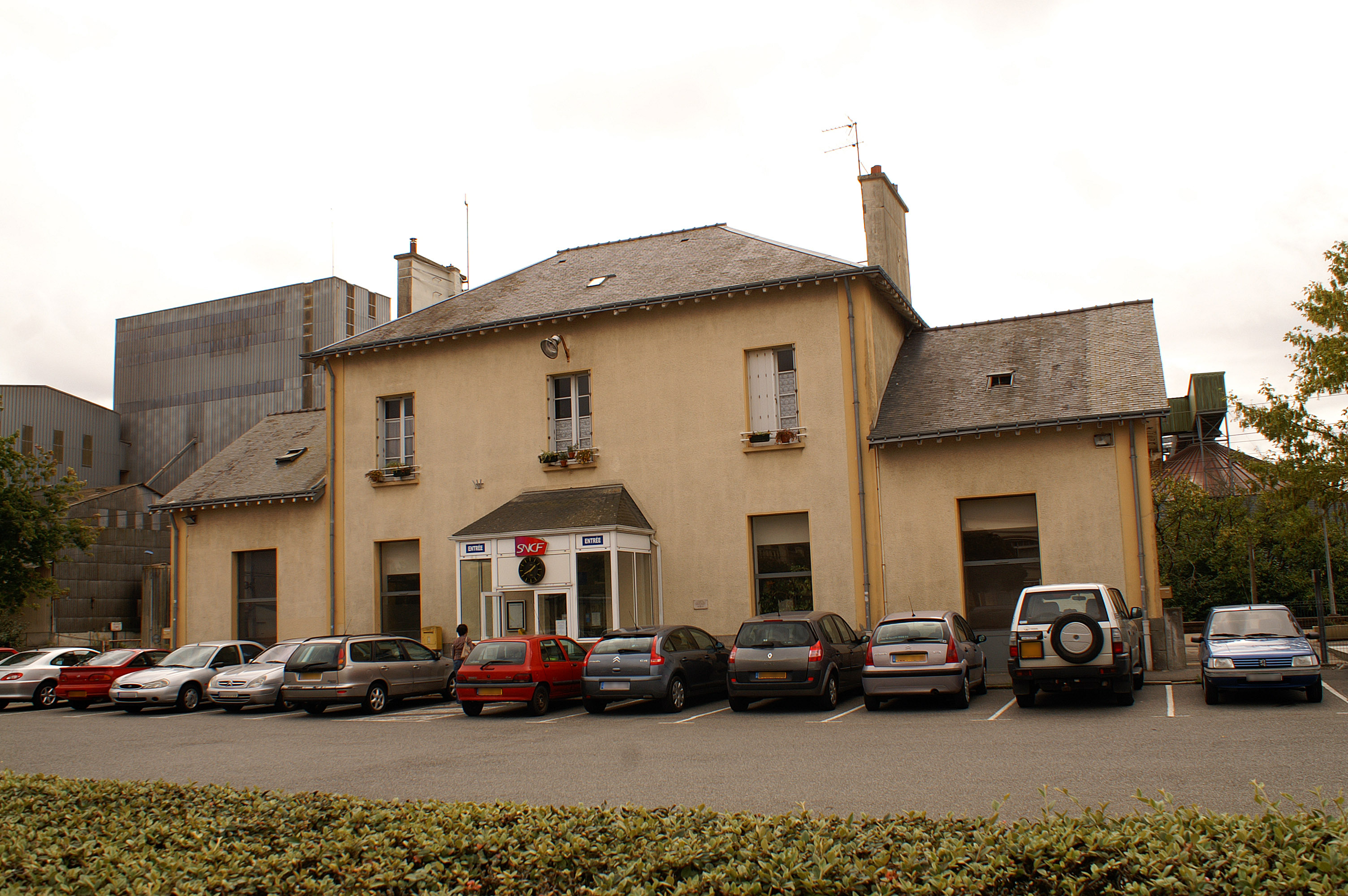
Station Hennebont
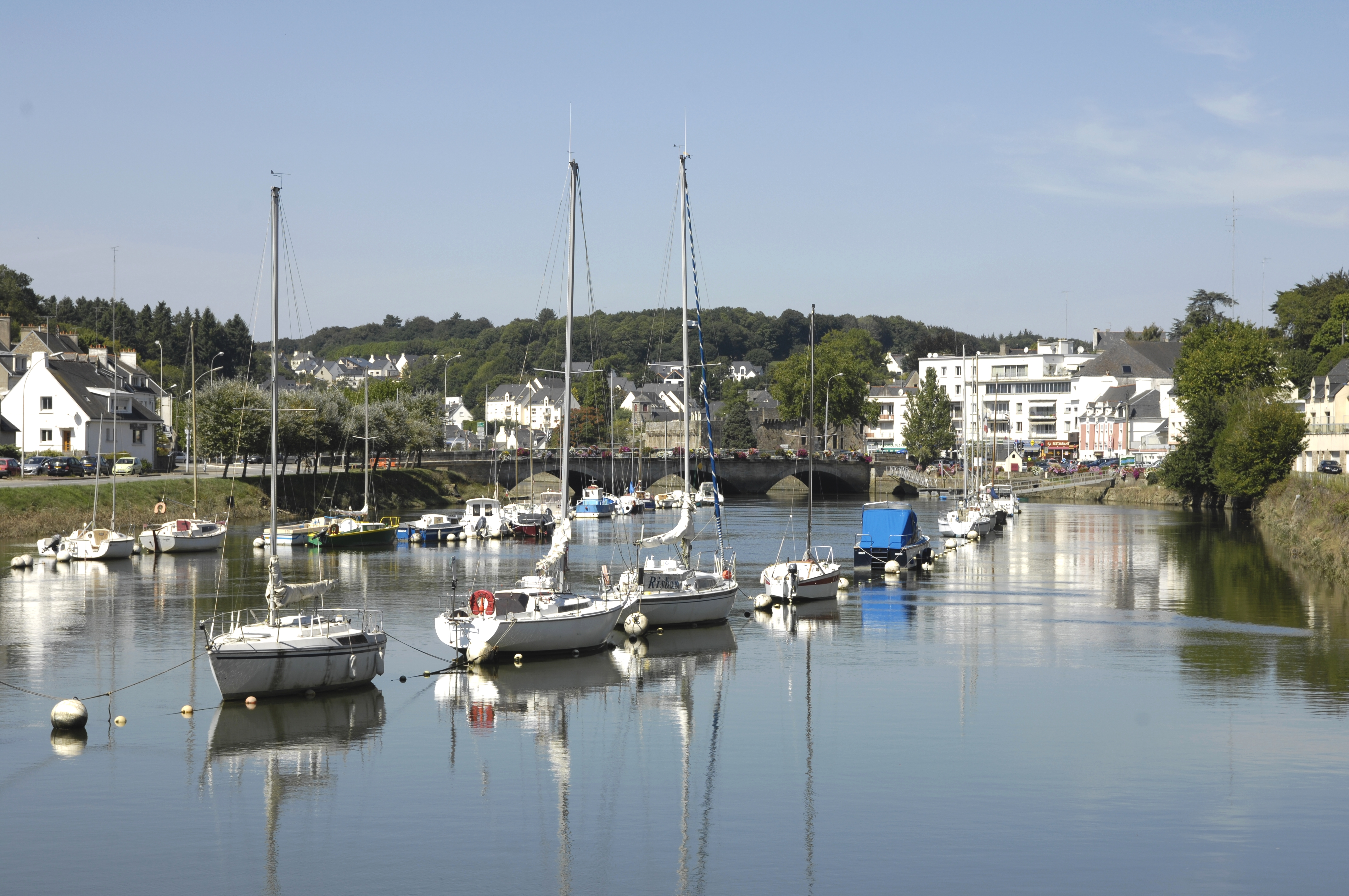
Haven van Hennebont
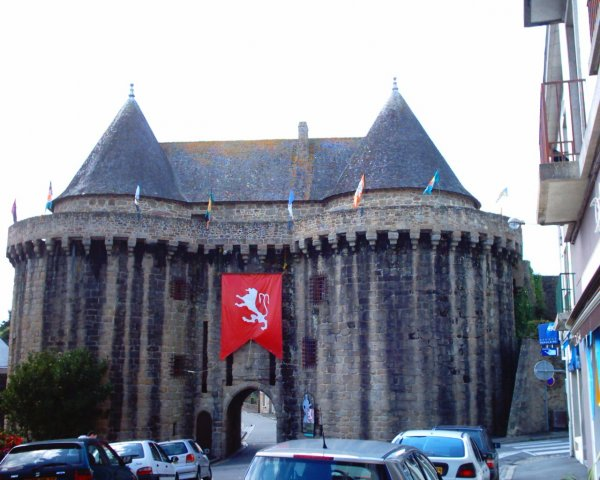
Porte Broërec, de stadspoort die uitgaf op de weg naar Vannes
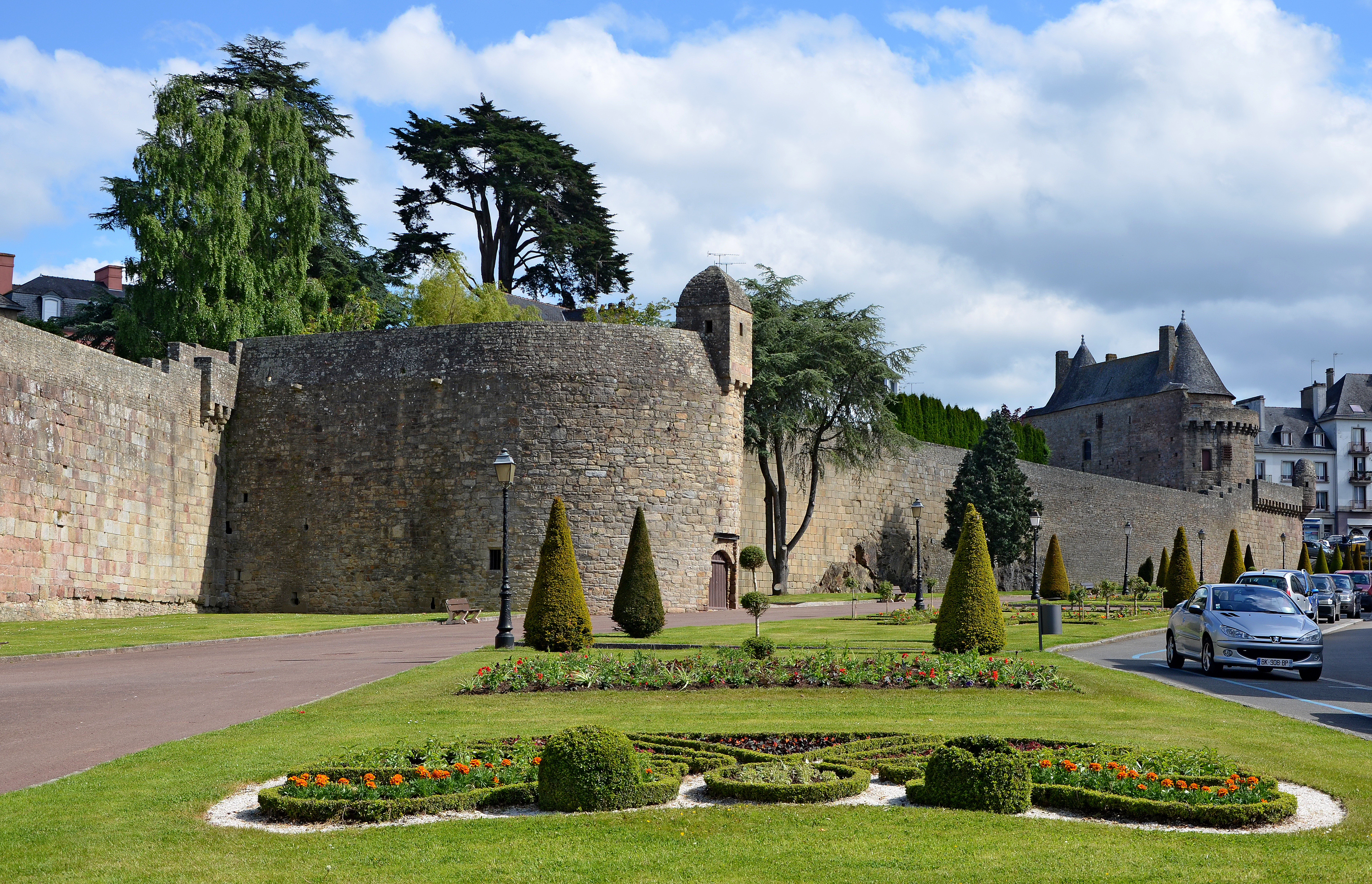
Stadsomwalling
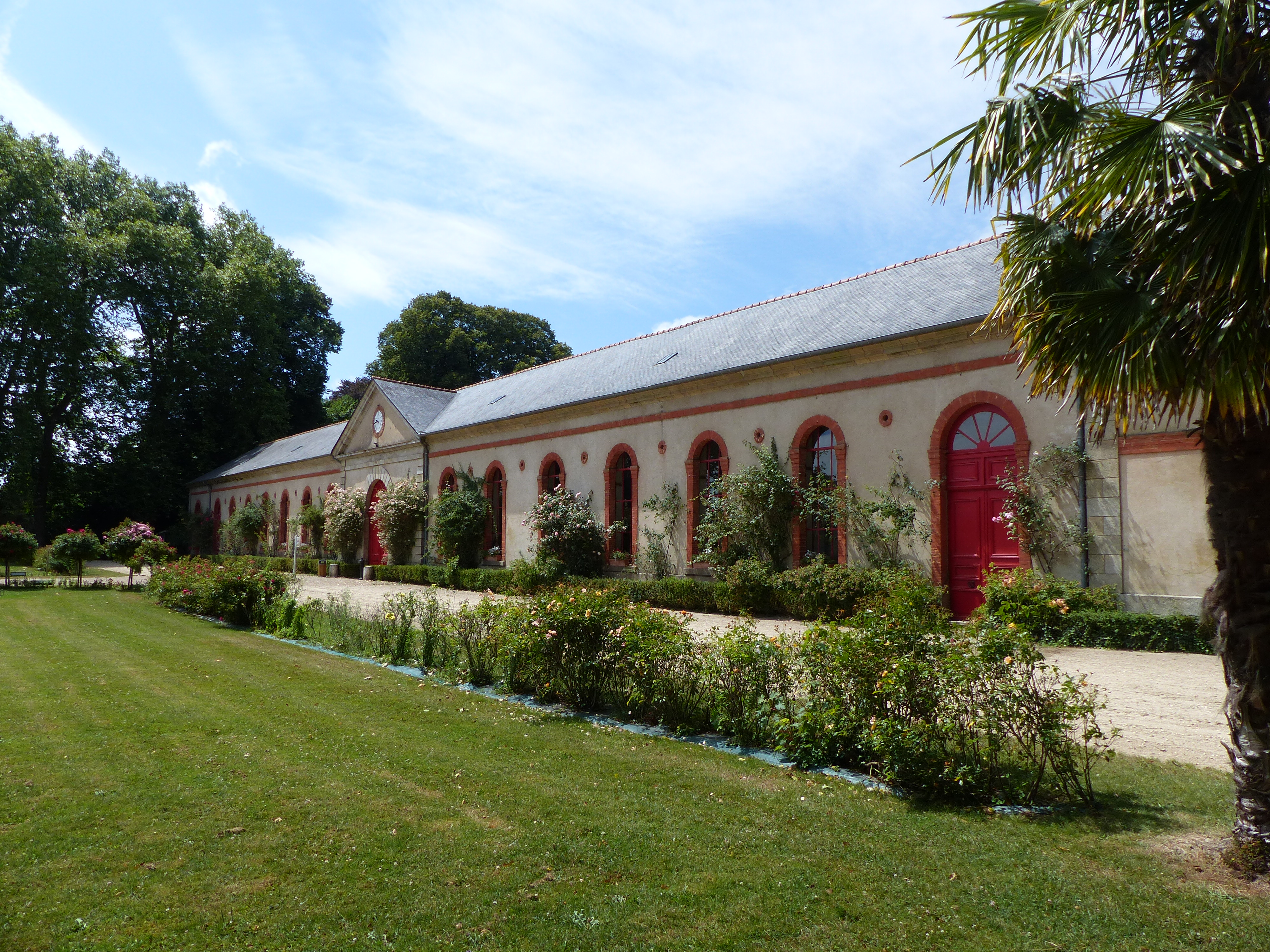
Haras
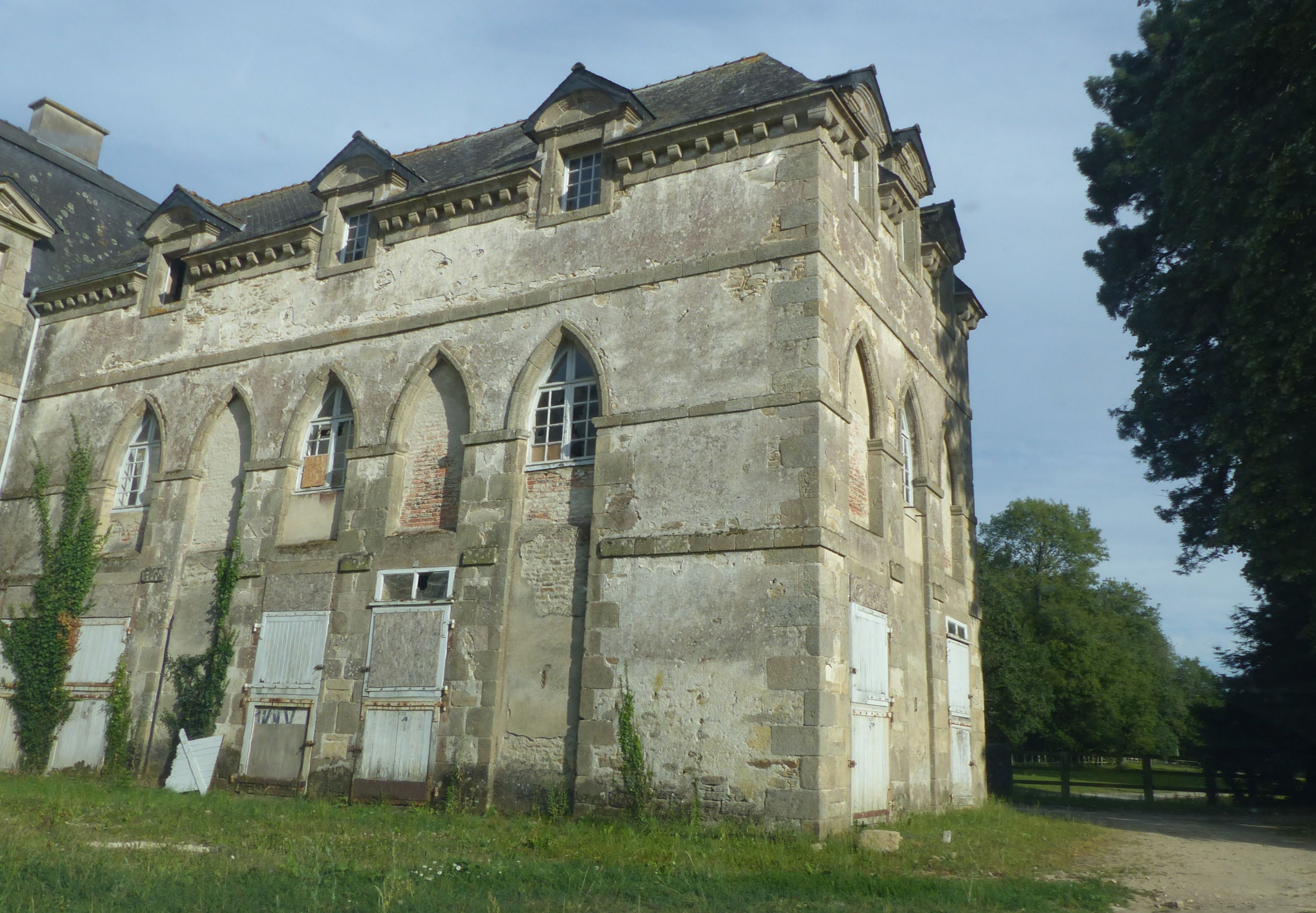
Voormalige Abdij Notre-Dame-de-Joye
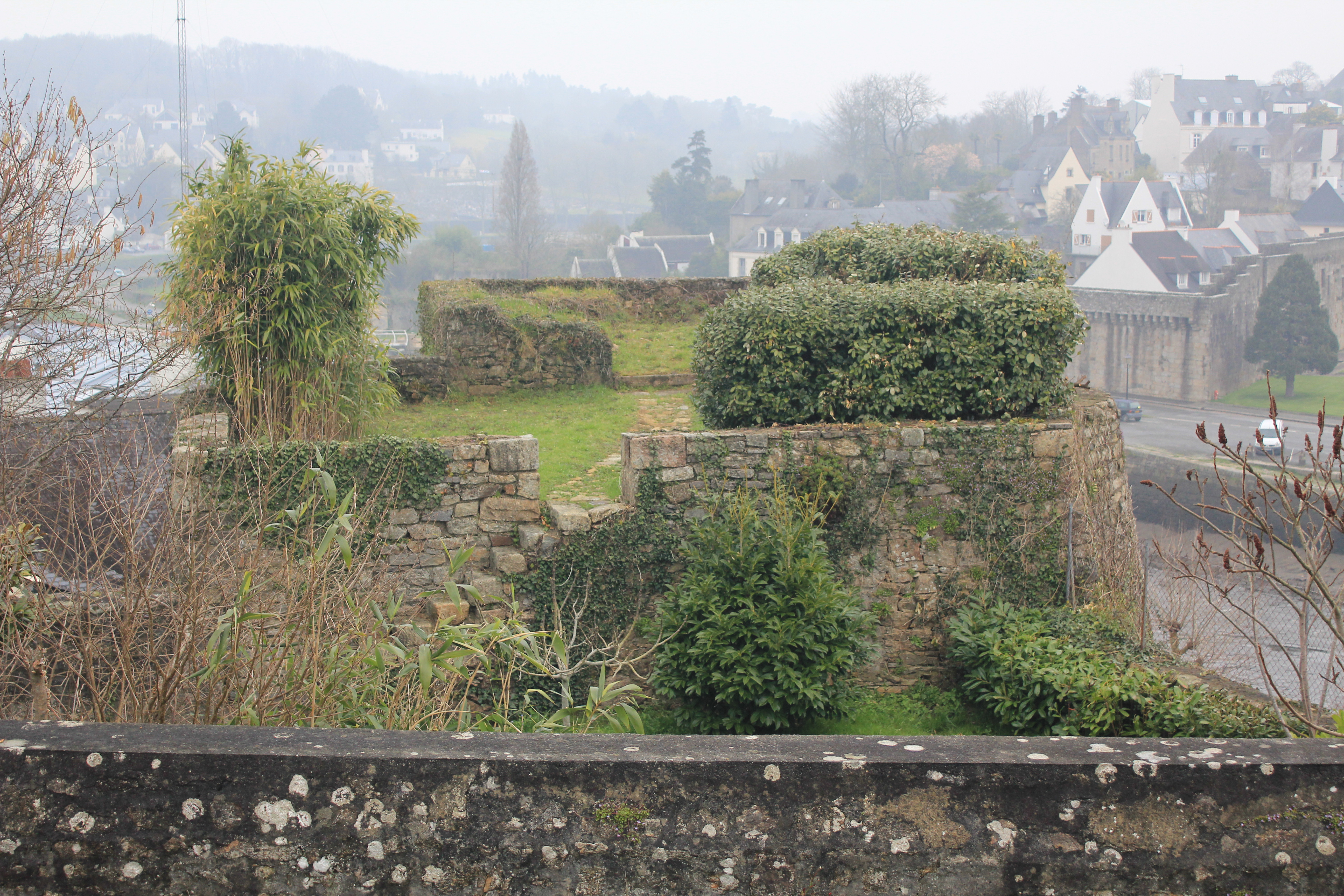
Ruïne van het feodale kasteel in de Vieille-Ville
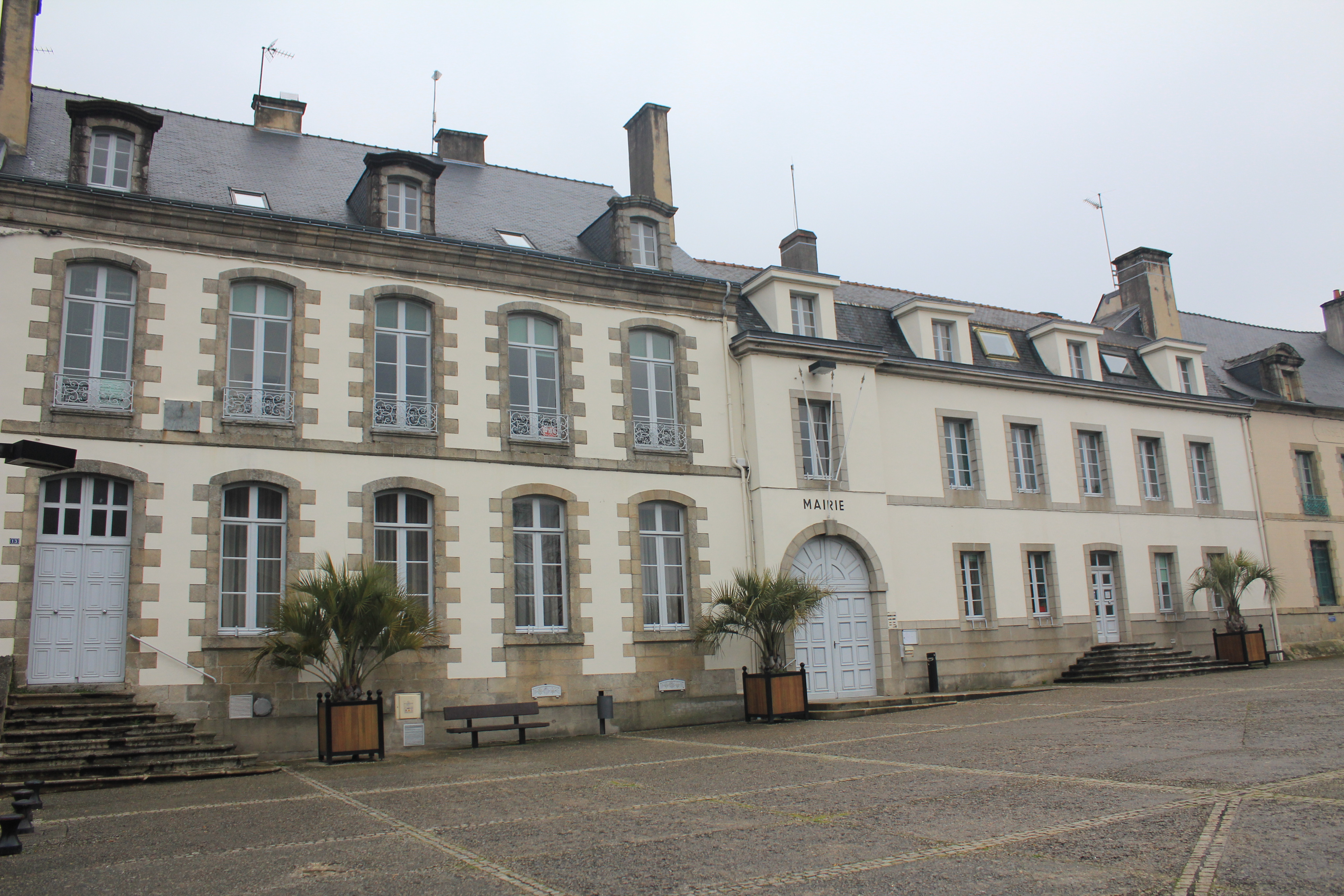
Gemeentehuis

## Demografie
Onderstaande figuur toont het verloop van het inwonertal, bron: INSEE-tellingen. 

## Geboren
- Jan van Montfort (1295-1345), graaf van Montfort en tegenhertog van Bretagne
- Pierre de Polignac (1895-1964), lid van het huis Grimaldi, het vorstenhuis van Monaco
- Anthony Le Tallec (1984), voetballer
- Warren Barguil (1991), wielrenner